# Robot Holocaust
Robot Holocaust (Lançado nos cinemas italianos como I Robot Conquistano il Mondo) ou Mutantes Carnívoros no Brasil, é um filme Pós-Apocalíptico de 1986, lançado direto em DVD.

## Sinopse
"A última cidade permanece de pé. Foi só o que restou da civilização de New Terra. A sociedade foi destruída durante a Rebelião dos Robôs de 2033, quando bilhões de robôs se voltaram contra seus criadores. O caos resultou num vazamento radioativo, muito mais mortal que uma explosão atômica. E o mundo caiu de joelhos diante do holocausto dos robôs".

## Elenco
- Norris Culf...Neo
- Nadine Hartstein...Deeja (Nadine Hart)
- J. Buzz Von Ornsteiner...Klyton (Joel Von Ornsteiner)
- Jennifer Delora...Nyla
- Andrew Howarth...Kai
- Angelika Jager...Valaria
- Michael Downend...Jorn
- Rick Gianasi...Torque
- George Grey...Bray (George Gray)
- Nicholas Reiner...Haim
- Michael Azzolina...Roan
- John Blaylock...Korla
- Michael Zezima...Airslave Fighter
- Edward R. Mallia...Airslave Fighter (as Edward Mallia)
- Amy Brentano...Irradiated Female